# Tugela Vaal Transfer Scheme
 (mai 2020).

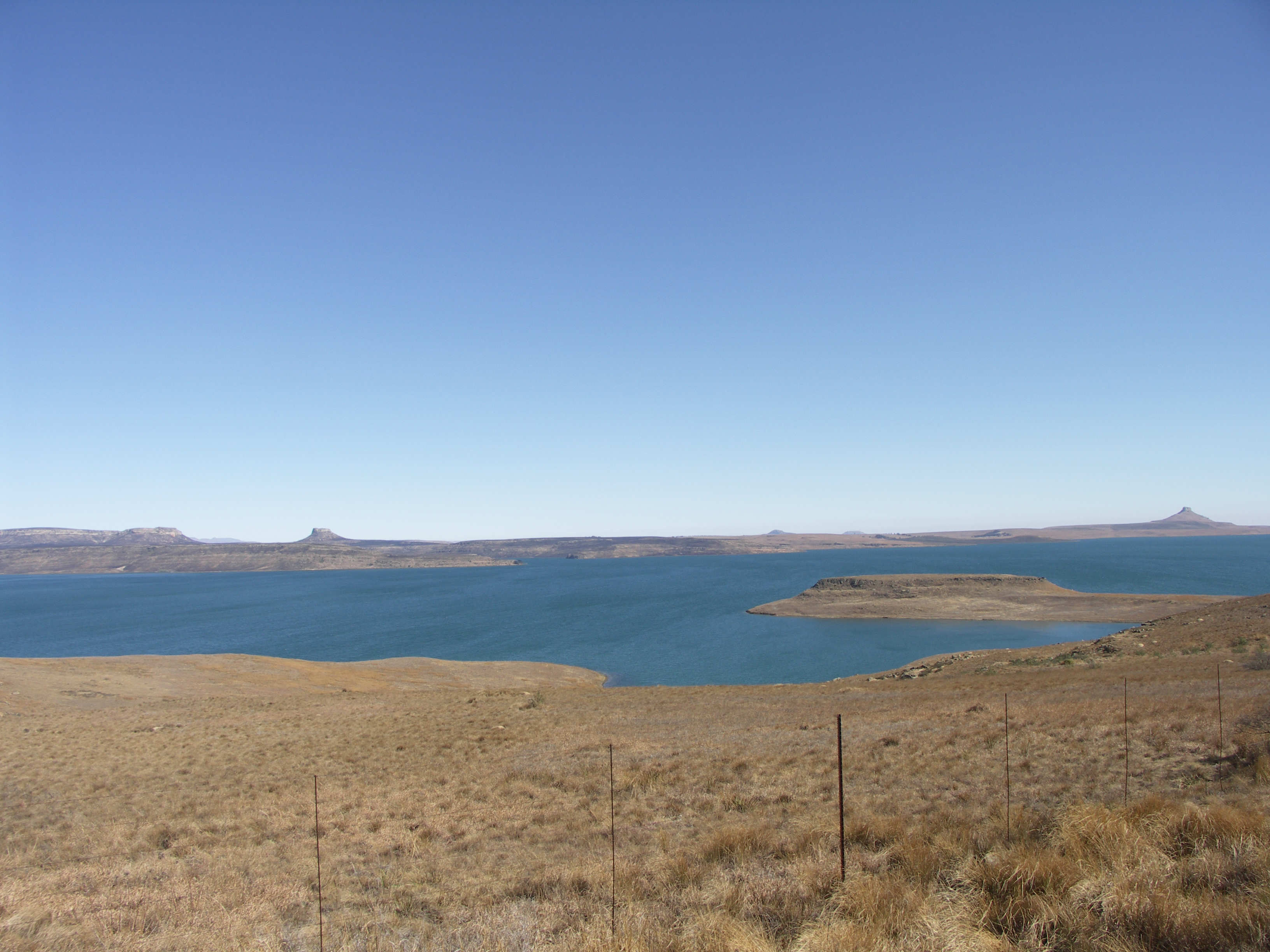
Le lac du barrage de Sterkfontein.

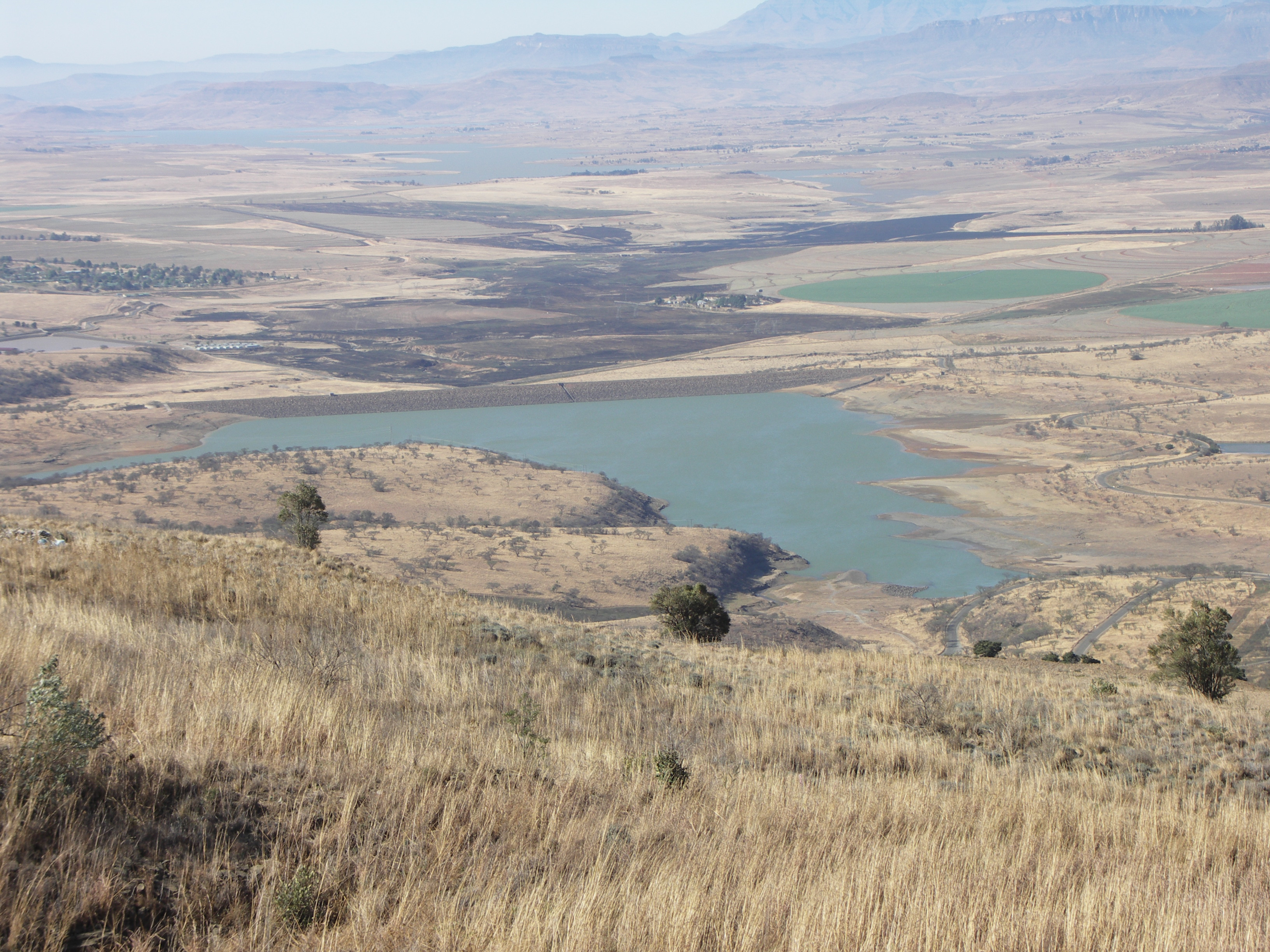
Le lac du barrage de Kilburn au KwaZulu-Natal, à environ 500 mètres d'altitude sous le niveau lac du barrage de Sterkfontein. Vue depuis le Oliviershoek Pass

Le Tugela Vaal water Transfer Scheme (littéralement schéma de transfert d'eau Tugela - Vaal) est un projet d'irrigation développé dans les montagnes du Drakensberg au niveau du Oliviershoek Pass en Afrique du Sud.
Le projet permettra ainsi le transfert annuel du bassin de la Tugela (au KwaZulu-Natal) de 630 millions de m3 d'eau vers le bassin du Vaal (dans l'État-Libre) au nord, et in fine le barrage du Vaal (en) au Gauteng ,.
Diverses stations de pompages et retenues d'eau ont été ou sont à créer ou adapter dans le cadre de la mise en œuvre de ce projet. 
Les principaux barrages construits sont :
- le barrage de Woodstock (en)(Woodstockdam) au KwaZulu-Natal ;
- le barrage de Kilburn (en) (Kilburndam) au KwaZulu-Natal ;
- le barrage de Driekloof (en) (Driekloofdam) dans l'État-Libre ;
- le barrage de Sterkfontein (Sterkfonteindam) dans l'État-Libre.

Actuellement, le dispositif Drakensberg Pumped Storage Scheme (en) du producteur d'électricité Eskom permet, depuis 1981, essentiellement un stockage d'énergie, et son exploitation par pompage-turbinage. Le dispositif actuel intègre déjà le barrage de Spioenkop (en). D'autres barrages à construire, aux environs des villes de Ladysmith (barrage de Jana) et Escourt (barrage de Mielietuin), permettront de recueillir de l'eau qui sera acheminée par pipeline dans le lac du barrage de Kilburn, au pied du Drakensberg, pour être ensuite envoyée vers le bassin du Vaal par pompage.

## Historique

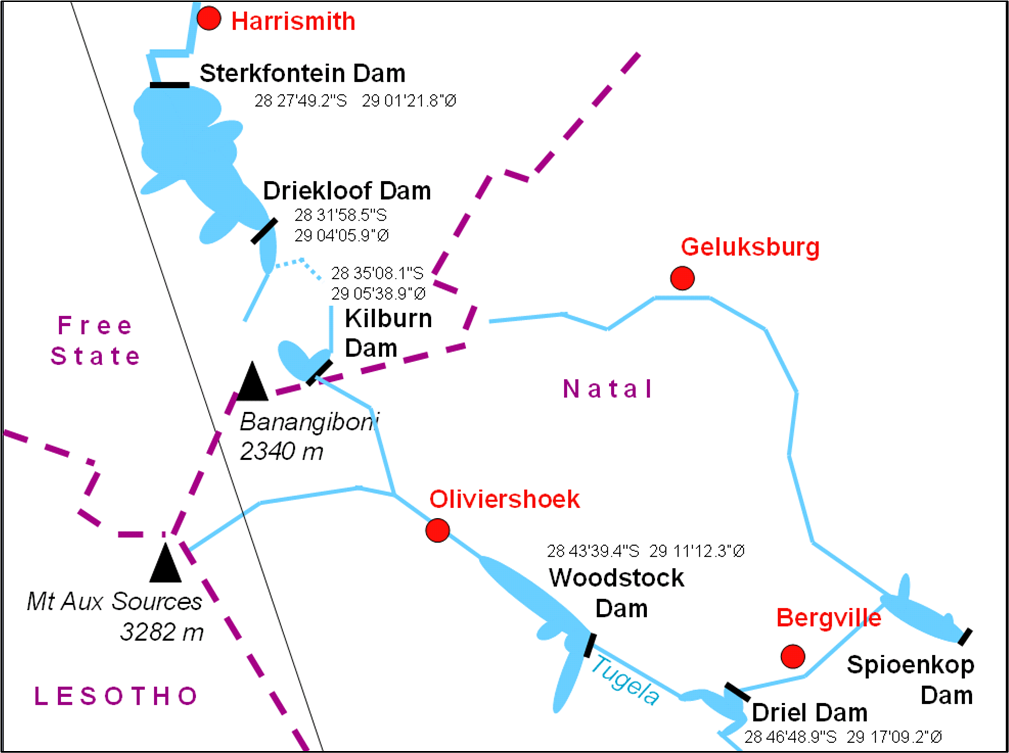
Le dispositif actuel Drakensberg Pumped Storage Scheme

À partir de 1994, le Department of Water Affairs and Forestry du Gouvernement d'Afrique du Sud a étudié les moyens d'augmenter le volume d'eau disponible dans le bassin du Vaal pour utilisation agricole notamment. Une étude de faisabilité par une alimentation en eau par le bassin de la Tugela dans les environs de Bergville fut lancée en décembre 1996.
Les ouvrages sont actuellement construits progressivement, et le projet devrait être entièrement terminé dans le courant des années 2010.